# Liederbach am Taunus
Liederbach am Taunus är en kommun i Main-Taunus-Kreis i Regierungsbezirk Darmstadt i förbundslandet Hessen i Tyskland. Kommunen bildades 31 december 1971 genom en sammanslagning av de tidigare kommunerna Niederhofheim och Oberliederbach.